# Gybene
Gybene (bułg. Гъбене) – wieś w Bułgarii, w obwodzie Gabrowo, w gminie Gabrowo. Według danych szacunkowych Ujednoliconego Systemu Ewidencji Ludności oraz Usług Administracyjnych dla Ludności, 15 marca 2016 roku miejscowość liczyła 255 mieszkańców.
W latach 1800–1810 wybudowano cerkiew Świętej Trójcy, która jest jednym z najstarszych zachowanych cerkwi w obwodzie gabrowskim.